# Раміро де Леон Карпіо
Раміро де Леон Карпіо (12 січня 1942 — 16 квітня 2002) — гватемальський політик, президент країни з червня 1993 до січня 1996 року.

## Життєпис
Вивчав право в Університеті Сан-Карлос, а потім в Університеті Рафаеля Ландівара, де був редактором газети Sol Bolivariano («Сонце Болівара»). Після закінчення навчання вступив на державну службу, працював у міністерстві економіки з 1967 до 1969 року, після чого став секретарем тарифного комітету. 1970 він став постійним секретарем Національного комітету з економічної та політичної інтеграції. Потім він приєднався до правого крила національно-визвольного руху, чий кандидат Карлос Арана переміг на президентських виборах того ж року. Під час чотирирічного терміну президентства останнього Раміро де Леон займав пост генерального секретаря Державної консультативної ради. Після цього перемістився до приватного сектору, з 1978 до 1981 року обіймав посаду юрисконсульта Гватемальської асоціації виробників цукру, а з 1983 — займав пост генерального менеджера тієї ж компанії. Після цього брав участь у безкровному перевороті, в результаті якого Ріоса Монтта на посту президента країни замінив Оскар Умберто Мехіа Вікторес.
Разом зі своїм кузеном Хореге Карпіо заснував право-центристський Союз національного центру. 1984 став одним з 21 депутатів від партії в Конгресі Гватемали. Відігравав важливу роль у розробці конституції 1985 року, що є чинною дотепер. Підтримав свого двоюрідного брата у його спробі виграти президентські перегони того ж року, але той зазнав поразки у другому турі виборів. Тоді президентом став Вінісіо Сересо. Після цього де Леон вийшов з лав партії.
1989 де Леон став Defensor del Pueblo («Народний захисник»), гватемальським омбудсменом. Хоч цей пост і надавав йому право боротись за права людини, але насправді він не мав жодного впливу.

### Президентство
25 травня 1993 року в результаті перевороту було усунуто від влади президента Хорхе Серрано Еліаса, після чого Конгрес віддав наказ заарештувати де Леона. Проте він уникнув арешту, утікши дахами будинків, й тільки після цього зміг надіслати повідомлення із засудженням перевороту. 1 червня Серрано був змушений виїхати з країни. Військовики наполягали на тому, щоб новим главою держави став віце-президент Густаво Еспіна Салгеро. 5 червня останнього було усунуто від влади, і Конгрес терміново надав повноваження президента країни де Леону.
Де Леон обіцяв захищати громадянські права та свободи, а також домогтись прогресу у перемовинах з партизанами. Він відправив у відставку міністра оборони генерала Хосе Домінго Гарсіа Самайоа, замінивши його на генерала Хорхе Перуссіну Ріверу. 3 липня кузен де Леона Хорге Карпіо, який відігравав провідну роль у мирних перемовинах, був убитий представниками «правого крила». 26 серпня президент зажадав, щоб усі депутати Конгресу та члени Верховного суду подали у відставку. Це створило кризу, яку не було розв'язано до 16 листопада, коли було прийнято 43 поправки до чинної конституції, які було схвалено на референдумі 30 січня 1994.
6 січня було відновлено перемовини з основними партизанськими групами, але його разу під егідою ООН та ОАД, а також зі зниженням ролі військовиків у перемовинах. 29 березня де Леон підписав Загальну хартію про права людини.
Убивство голови Верховного суду 3 квітня та знищення цивільних осіб військовиками у Ксамані (департамент Альта-Верапас) 5 жовтня 1995 року спричинили зростання рівня напруженості в країні та поклали край мирним процесам. Тим не менше, за таких умов удалось провести вільні вибори, що відбулись 14 листопада. У другому турі (7 січня 1996) перемогу виборов Альваро Арсу.

### Подальша кар'єра
У жовтні 1996 де Леон став депутатом Центральноамериканського парламенту. Упродовж наступних кількох років працював радником та міжнародним спостерігачем на виборах від ОАД. 1999 року приєднався до Гватемальського республіканського фронту та був обраний до Конгресу за результатами листопадових виборів. 18 березня 2002 втратив своє місце у парламенті й у партії. Мав намір написати мемуари та знову стати до міжнародної діяльності, але помер під час відвідування Маямі у США 16 квітня, імовірно від діабетичної коми.